# Thomas Stocker

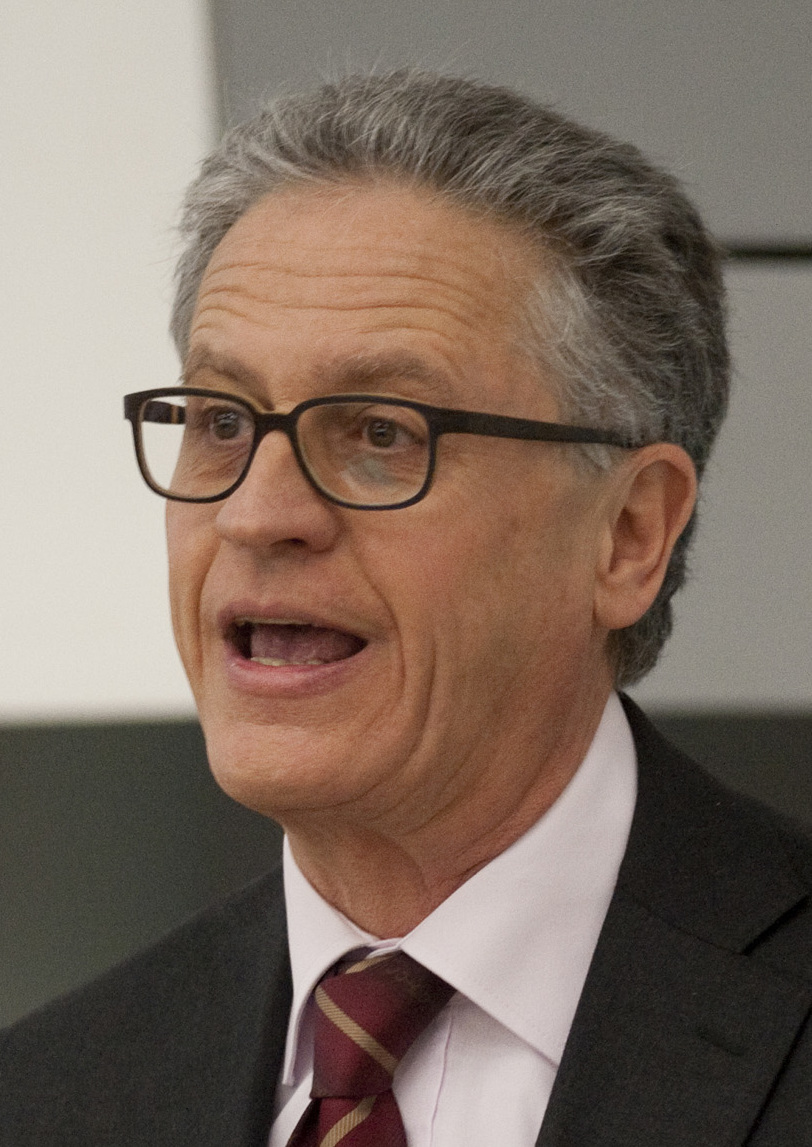
Thomas Stocker bei einem Vortrag 2007

Thomas F. Stocker (* 1. Juli 1959 in Zürich) ist ein Schweizer Klimaforscher.

## Werdegang
1987 schloss er sein Studium der Umweltphysik an der ETH Zürich mit dem Doktorat ab. Danach war er am University College London, an der McGill University und an der Columbia University tätig. Ab 1993 war er Professor am Physikalischen Institut der Universität Bern, er leitete dort die Abteilung für Klima- und Umweltphysik. Sein Team beschäftigte sich damit, vergangene und zukünftige Klimaveränderungen zu modellieren, wozu unter anderem Eisbohrkerne aus der Antarktis und Grönland herangezogen wurden.
Seit 1998 wirkte er an den Berichten des Intergovernmental Panel on Climate Change (IPCC) mit. 2008 wurde er Ko-Vorsitzender der IPCC-Arbeitsgruppe I (Wissenschaftliche Grundlagen), ein Amt, das er bis September 2015 bekleidete. Zusammen mit der Arbeitsgruppe II legte er 2012 den Special Report for Managing the Risks of Extreme Events and Disasters to Advance Climate Change Adaptation (SREX) vor, in dem der Zusammenhang zwischen der globalen Erwärmung und Extremwetterereignissen untersucht wurde. Der Bundesrat schlug Stocker im Februar 2015 als Nachfolger von Rajendra Pachauri für den IPCC-Vorsitz vor. Gewählt wurde jedoch der südkoreanische Ökonom Hoesung Lee.
Stocker ist Mitglied der Academia Europaea (1998) und der American Meteorological Society sowie korrespondierendes Mitglied der Akademie der Wissenschaften und der Literatur Mainz. 2012 wurde er zum Fellow der American Geophysical Union und 2016 zum Mitglied der American Academy of Arts and Sciences gewählt. 2019 wurde er als Mitglied in die Nationale Akademie der Wissenschaften Leopoldina aufgenommen.
1993 wurde er mit dem Nationalen Latsis-Preis ausgezeichnet, 2009 mit der Hans Oeschger Medal der European Geosciences Union.  Für 2017 wurde ihm der Marcel-Benoist-Preis zugesprochen, für 2023 ein BBVA Foundation Frontiers of Knowledge Award.
Stocker ist verheiratet, Vater von zwei erwachsenen Töchtern und lebt in Bern.

## Schriften
- mit Kolumban Hutter: Topographic waves in channels and lakes on the f-plane. Springer, Berlin [u. a.] 1987, ISBN 3-540-17623-3
- mit Markus Leuenberger, Silvio Borella, Matthias Saurer, Rolf Siegwolf, Fritz Schweingruber & Rainer Matyssek: Stable isotopes in tree rings as climate and stress indicators. vdf Hochschulverlag, Zürich 1998, ISBN 3-7281-2639-X
- mit Richard B. Alley, Jochem Marotzke, William Nordhaus,  Jonathan Overpeck, Dorothy Peteet, Roger Pielke jr., Raymond Pierrehumbert, Peter Rhines, Lynne Talley & J. Michael Wallace: Abrupt Climate Change: Inevitable Surprises. The National Academies Press, 2002, ISBN 0-309-07434-7
- Introduction to climate modelling. Springer, Berlin/Heidelberg 2011, ISBN 978-3-642-00772-9

## TV
- Sendung «Schawinski». Roger Schawinski im Gespräch mit Thomas Stocker. Video in: SRF 1, 27. August 2018 (Online) (28 min, Schweizerdeutsch).
- Simon Christen: Der Klimaforscher. In: Reporter, SRF 1, 2. September 2018 (23 min, teilweise Schweizerdeutsch).